# Cratere Parra
Parra  è un cratere sulla superficie di Venere. Deve il proprio nome alla musicista cilena Violeta Parra.